# 記念樹 (テレビドラマ)
『記念樹』（きねんじゅ）は、TBS系列の「木下恵介劇場」（大正製薬一社提供）にて放送されたテレビドラマ。第9回児童福祉文化賞〈放送（テレビ番組）部門〉受賞作品。優秀映画鑑賞会推薦。日本PTA全国協議会推薦。

## 放送データ
- 放送期間：1966年4月5日～1967年2月14日
- 放送時間：毎週火曜 21:00 - 21:30
- 放送回数：46回
- 放送形態：モノクロフィルム作品

## 概要
木下恵介が、映画『永遠の人』（1961年）の舞台九州を旅行中に孤児院（現：児童養護施設）出身のタクシー運転手との出会いでドラマを着想。ドラマの「あかつき子供園」のモデル（ロケ地）は、神奈川県横浜市本牧にある「高風子供園」。

## ストーリー
横浜の養護施設「あかつき子供園」の園児たちは、結婚して施設を去ることになった保母・池貝園子に小さな桜の苗木を贈る。その桜は、園子にとっても園を巣立った子供たちにとっても、何物にも代えがたい“記念樹”となった。15年後、交通事故で夫を亡くした園子は、あかつき子供園に戻っていた。園子の境遇を知ったかつての子供たちが相次いで園を訪れるが、15年の歳月はかつての子供たちの周囲を大きく変えていた……。毎回完結のストーリーの中に、彼らひとりひとりの人生の姿を映しながら、様々なエピソードを綴る、ヒューマニズムと善意に満ちた物語。

## キャスト
- 池貝（旧姓：水原）園子：馬渕晴子　「あかつき子供園」保母
- 毛利敏子：高杉早苗　「あかつき子供園」園長
- 安藤一男：佐伯赫哉　「あかつき子供園」先生
- 池貝健：長谷川哲夫　園子の夫
- 山下久雄：有川博　　「あかつき子供園」卒園生
- 伊藤信一：田村正和　神奈川県鎌倉市岡本の大船軒の弁当売り。「あかつき子供園」卒園生
- 吉岡一郎：松川勉　「あかつき子供園」卒園生
- 岩田稔：東京ぼん太　「あかつき子供園」卒園生
- 青葉まゆみ：仲宗根美樹　「あかつき子供園」卒園生
- 村越すえ：岸輝子
- 松本正子：亀井光代
- 竹山幸子：杉山徳子
- ミミー：松本典子　「あかつき子供園」卒園生
- 山西勇一：石立鉄男　「あかつき子供園」卒園生
- タカシ：江守徹
- 河村俊江：加藤勢津子
- 田代豊：山本豊三
- 杉山正夫：小坂一也　「あかつき子供園」卒園生
- 美代子：吉行和子　「あかつき子供園」卒園生
- 孝二：佐川ミツオ
- きよ子：阪口美奈子
- 宮本保男：工藤堅太郎
- 西田明：関口宏
- 幸夫：中野誠也
- 三谷陽平：山口崇
- 田島栄二：寺田農
- 礼子：吉田日出子
- 秋田ユリ子：佐々木愛
- 北原文夫：西川宏
- 節子：嘉手納清美
- 西沢信子：有川由紀
- 前田良平：樋浦勉
- 藤田高：早川保
- 努：林秀樹
- 田辺安夫：柴田侊彦
- 鈴木正子：北川めぐみ
- 岸田：大塚国夫
- 西川誠：笠井一彦
- 田川実：清川新吾
- 北川徹：原田芳雄
- 橋本保男：岩崎信忠
- 田川順三：津坂匡章
  - ほか

## スタッフ
- 原作・企画：木下恵介
- 脚本：木下恵介、山田太一、伴田英司、小出龍夫、楠田芳子、横堀幸司、菊地勉、森川英太郎、田向正健、久板栄二郎
- プロデューサー：小梶正治
- 音楽：木下忠司
- 撮影：渡辺浩、保積善三郎
- 美術：猪俣邦弘、出川三男
- 照明：戸井田康国、青本辰夫
- 編集：岸田和司、池田禅
- 助監督：中新井和夫、熊谷勲、大嶺俊順、堀内孝三、白木慶二、大江英夫
- 装置：中村文吾
- 装飾：深澤重雄、奥村松太郎、安田道三郎
- 記録：森崎則子、福島マリ
- 結髪：畔柳敞暢、菊地絹
- 進行：徳重里司
- 現像：東洋現像所
- 録音：松竹録音スタジオ
- 衣裳：東京衣裳
- 制作主任：石和薫、岸本公夫
- 主題歌：「記念樹」作詩・作曲：木下忠司、唄：小坂一也
- 監督：川頭義郎、今井雄五郎、中新井和夫、永塩良輔、野崎正郎
- 制作：松竹テレビ室、木下恵介プロダクション、TBS

## 放送リスト
| 回 | 放送日         | サブタイトル         | 脚本            | 監督       |
| -- | -------------- | -------------------- | --------------- | ---------- |
| 1  | 1966年4月5日   | 花に浮ぶ人           | 木下恵介        | 川頭義郎   |
| 2  | 1966年4月12日  | 散る花の言葉         | 木下恵介        | 川頭義郎   |
| 3  | 1966年4月19日  | 別れ別れの歌         | 木下恵介        | 川頭義郎   |
| 4  | 1966年4月26日  | 四月の涙             | 山田太一        | 川頭義郎   |
| 5  | 1966年5月3日   | 緑の風に聞けば       | 山田太一        | 川頭義郎   |
| 6  | 1966年5月10日  | 消えて行く歌         | 山田太一        | 川頭義郎   |
| 7  | 1966年5月17日  | それぞれの女         | 木下恵介        | 今井雄五郎 |
| 8  | 1966年5月24日  | 兄さん お父さん      | 木下恵介        | 今井雄五郎 |
| 9  | 1966年5月31日  | 人知れぬ吐息         | 木下恵介        | 今井雄五郎 |
| 10 | 1966年6月7日   | ジョニーが凱旋する時 | 山田太一        | 今井雄五郎 |
| 11 | 1966年6月14日  | 六月のお母さん       | 山田太一        | 川頭義郎   |
| 12 | 1966年6月21日  | 晴れて来る空に       | 山田太一        | 川頭義郎   |
| 13 | 1966年6月28日  | 追憶の白い雲         | 山田太一        | 川頭義郎   |
| 14 | 1966年7月5日   | 入日の詩             | 山田太一        | 川頭義郎   |
| 15 | 1966年7月12日  | 別れの日の葉桜       | 木下恵介        | 今井雄五郎 |
| 16 | 1966年7月19日  | 汗のにじむ夢         | 山田太一        | 今井雄五郎 |
| 17 | 1966年7月26日  | 小さい小さい貝殻に   | 木下恵介        | 今井雄五郎 |
| 18 | 1966年8月2日   | 終点で語る二人       | 山田太一        | 今井雄五郎 |
| 19 | 1966年8月9日   | 俺のお嫁さん         | 木下恵介        | 川頭義郎   |
| 20 | 1966年8月16日  | 十年目の父           | 山田太一        | 川頭義郎   |
| 21 | 1966年8月23日  | かげろうの行方       | 山田太一        | 川頭義郎   |
| 22 | 1966年8月30日  | さゝやく秋の真心     | 木下恵介        | 川頭義郎   |
| 23 | 1966年9月6日   | その心に降る雨       | 山田太一        | 今井雄五郎 |
| 24 | 1966年9月13日  | 秋の墓               | 山田太一        | 今井雄五郎 |
| 25 | 1966年9月20日  | ある青年の靴         | 山田太一        | 今井雄五郎 |
| 26 | 1966年9月27日  | 太郎の子守唄         | 木下恵介        | 今井雄五郎 |
| 27 | 1966年10月4日  | 雲水の秋             | 木下恵介        | 川頭義郎   |
| 28 | 1966年10月11日 | コンパクトの中の青空 | 伴田英司        | 今井雄五郎 |
| 29 | 1966年10月18日 | 遠く別れてもなお     | 木下恵介        | 川頭義郎   |
| 30 | 1966年10月25日 | ペガサスの詩（うた） | 小出龍夫        | 川頭義郎   |
| 31 | 1966年11月1日  | 涙は誰れのために     | 楠田芳子        | 今井雄五郎 |
| 32 | 1966年11月8日  | 砂の中の星屑         | 横堀幸司        | 今井雄五郎 |
| 33 | 1966年11月15日 | 形見の勲章           | 木下恵介 菊地勉 | 今井雄五郎 |
| 34 | 1966年11月22日 | 彼の行く道           | 森川英太郎      | 中新井和夫 |
| 35 | 1966年11月29日 | 黒い冬の謎           | 木下恵介        | 今井雄五郎 |
| 36 | 1966年12月6日  | 船を見に行く         | 楠田芳子        | 今井雄五郎 |
| 37 | 1966年12月13日 | 冬の旅               | 山田太一        | 川頭義郎   |
| 38 | 1966年12月20日 | 冬の銀河             | 木下恵介        | 川頭義郎   |
| 39 | 1966年12月27日 | 去り行く年           | 山田太一        | 永塩良輔   |
| 40 | 1967年1月3日   | 報恩記               | 木下恵介        | 川頭義郎   |
| 41 | 1967年1月10日  | 目覚時計の歌         | 山田太一        | 野崎正郎   |
| 42 | 1967年1月17日  | 風の音               | 田向正健        | 野崎正郎   |
| 43 | 1967年1月24日  | 春にさきがけて       | 久板栄二郎      | 中新井和夫 |
| 44 | 1967年1月31日  | 佐渡は荒海           | 山田太一        | 川頭義郎   |
| 45 | 1967年2月7日   | 産ぶ声               | 山田太一        | 川頭義郎   |
| 46 | 1967年2月14日  | 記念樹よ！永遠に     | 山田太一        | 川頭義郎   |